# Manca Slabanja
Manca Slabanja, née le 8 août 1995 à Ljubljana, est une fondeuse slovène.

## Carrière
Membre du SK Ihan, Razinger dispute sa première course officielle junior en fin d'année 2011. Après une première expérience en équipe nationale au Festival olympique de la jeunesse européenne en 2013, elle compte deux participations aux championnats du monde junior, obtenant comme meilleur résultat en relais une cinquième place en 2015 et individuellement une 27e place au cinq kilomètres en 2015 à Almaty. En 2014, elle court sa première manche dans la Coupe OPA à Oberwiesenthal, prenant part au relais terminant troisième. 
Elle fait ses débuts en Coupe du monde en janvier 2016 à Planica (51e du sprint).
Après plusieurs courses dans la Coupe du monde, dont un meilleur résultat de 36e à Davos, Slabanja est sélectionnée pour les Jeux olympiques d'hiver de 2018, à Pyeongchang, terminant 59e du skiathlon et 54e du dix kilomètres libre. Elle prend sa retraite sportive à l'issue de sa saison 2018-2019.

## Palmarès

### Jeux olympiques
| Épreuve / Édition   | Sprint                           | Sprint    | 10 km | 10 km                            | Skiathlon 2 × 7,5 km | 30 km | Relais | Relais   |
| Épreuve / Édition   | libre                            | classique | libre | classique                        | Skiathlon 2 × 7,5 km | 30 km | Sprint | 4 × 5 km |
| JO 2018 Pyeongchang | Épreuve inexistante à cette date | -         | 54e   | Épreuve inexistante à cette date | 59e                  | —     | —      | —        |

Légende :
- : pas d'épreuve
- — : Non disputée par Slabanja

### Coupe OPA
- 1 podium en relais.